# Hanyeri (Tufanbeyli)
Hanyeri ist ein Ortsteil (Mahalle) im Landkreis Tufanbeyli der türkischen Provinz Adana mit 58 Einwohnern (Stand: Ende 2024). Im Jahr 2011 zählte Hanyeri 96 Einwohner.
Westlich des Dorfes befindet sich in einer Felswand das hethitische Felsrelief von Hanyeri aus dem 13. Jahrhundert v. Chr.